# Capilano River
Der Capilano River ist ein etwa 34 km langer Fluss in der kanadischen Provinz British Columbia.

## Flusslauf
Der Capilano River entspringt an der Westflanke des 1692 m hohen Capilano Mountain in den südlichen Coast Mountains, 30 km nördlich der Großstadt Vancouver. Er fließt anfangs 2 km nach Südwesten. Südlich des Phyllis Lake wendet sich der Capilano River in Richtung Südsüdost. Eine Hochspannungsleitung verläuft entlang dem Flusslauf talabwärts. durchfließt das Gebirge in überwiegend südlicher Richtung. Bei Flusskilometer 19 mündet der Eastcap Creek linksseitig in den Fluss. Anschließend wendet sich der Capilano River in Richtung Südsüdwest. Etwa bei Flusskilometer 11 erreicht der Fluss das obere Ende des 5 km langen Stausees Capilano Lake. Dieser entstand mit der Errichtung des Cleveland-Damms an dessen südlichem Seeende. Auf den unteren 6 Kilometern bildet der Capilano River die Verwaltungsgrenze zwischen den Distriktgemeinden West Vancouver und North Vancouver. Der Capilano River mündet schließlich westlich der Lions Gate Bridge in das Burrard Inlet.

## Hydrologie
Der Capilano River entwässert ein Areal von etwa 210 km². Der mittlere Abfluss (MQ) am Pegel 08GA010, unweit vom oberen Seeende des Capilano Lake gelegen, beträgt 20,3 m³/s. In den Sommermonaten Juli, August und September führt der Capilano River gewöhnlich die geringsten Abflüsse.
Der Capilano River bildet eine der drei Haupt-Trinkwasserquellen für die Einwohner des Großraums Vancouver. Mit dem 1954 errichtete Cleveland-Damm wurde zu diesem Zweck ein Reservoir geschaffen. 
Der Fluss verläuft durch Küstenregenwald und durch eine Granitschlucht, die stellenweise mehr als 40 Meter tief ist. Der Capilano River führt hauptsächlich zur Schneeschmelze und bei Regen Wasser.

## Sport und Erholung
Der Fluss ist nur zehn Minuten vom Stadtzentrum entfernt und bei Kajakern beliebt. Er ist als Klasse III kategorisiert, obwohl er bei Hochwasser gefährlicher sein kann. Ein Kajakfahrer starb 1998 bei einem Hochwasser im Capilano River.
Jedes Jahr im März findet auf dem Capilano River zu wohltätigen Zwecken ein Entenrennen statt.